# تجمع العشيرة (زمنخ ومنوخ)

تعديل مصدري - تعديل

تجمع العشيرة هو "تجمع بدوي" في عزلة زمنح ومنوخ بمديرية زمنخ ومنوخ التابعة لمحافظة حضرموت، بلغ تعداد سكانها 241 نسمة حسب تعداد اليمن لعام 2004.